# 루비 (2004년 텔레노벨라)
《루비》(스페인어: Rubí)는 2004년 방영된 멕시코의 텔레노벨라이다.